# Centerville (Missouri)
Centerville é uma cidade localizada no estado americano de Missouri, no Condado de Reynolds.

## Demografia
Segundo o censo americano de 2000, a sua população era de 171 habitantes.
Em 2006, foi estimada uma população de 173, um aumento de 2 (1.2%).

## Geografia
De acordo com o United States Census Bureau tem uma área de
0,8 km², dos quais 0,8 km² cobertos por terra e 0,0 km² cobertos por água. Centerville localiza-se a aproximadamente 226 m acima do nível do mar.

## Localidades na vizinhança
O diagrama seguinte representa as localidades num raio de 36 km ao redor de Centerville.